# 懿静貴妃
懿静貴妃（いせいきひ、生没年不詳）は、北宋の皇帝神宗の側室。姓は楊氏。

## 経歴
初め、光国公趙仲鍼（後の神宗）の邸に入り、側室となった。産まれた子供で長く生きた者はなかった。没年については記録がない。神宗からの冊封や贈位の記録もない。
崇寧4年（1105年）8月、賢妃の位を追贈された。その後、貴妃を再追贈され、「懿静」と諡された。

## 伝記資料
- 『宋会要輯稿』
- 『故賢妃楊氏贈貴妃賜諡懿静制』